# Sociopathologie
La sociopathologie regroupe les sciences ayant pour objet d'étude les sociétés ou communautés considérées comme pathologiques ou anomiques. La sociopathologie n'est pas une maladie et relève de la sociologie. Elle est parfois confondue avec l'étude du comportement des sociopathes qui relève davantage de la médecine psychiatrique. Une personne sociopathe ou souffrant de sociopathie aura de la peine à gérer une relation sociale avec un autre être humain. C'est un phénomène qui n'est développé que dans une société socialement complexe et technologiquement avancée.